# Gestalter für immersive Medien

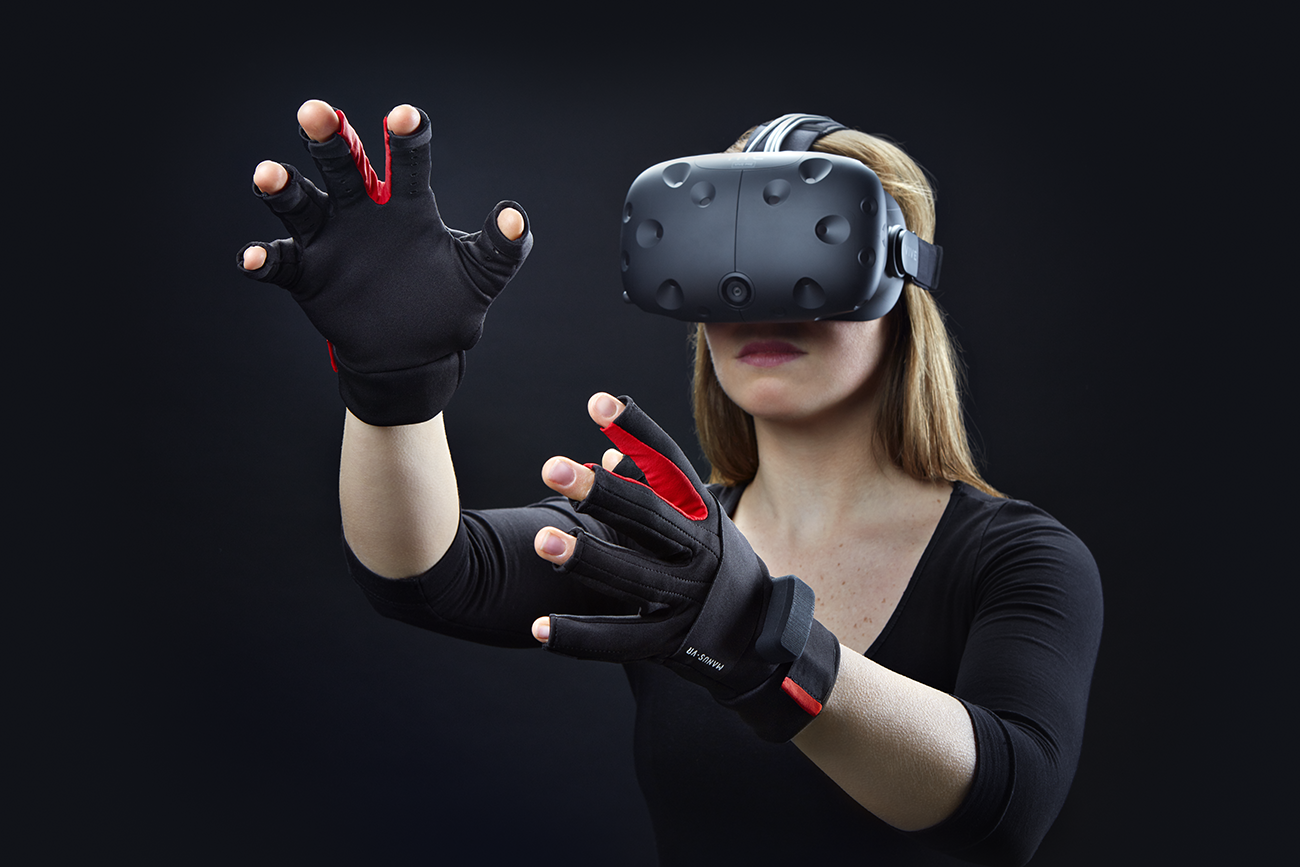
Gestalterin für immersive Medien

Der Gestalter für immersive Medien ist seit 2023 ein staatlich anerkannter Ausbildungsberuf nach Berufsbildungsgesetz. Die Ausbildung umfasst die Konzeption, Gestaltung und Entwicklung von (a) immersiven Filmproduktionen in 360°/VR180 und von (b) interaktiven 3D-Anwendungen für XR, wie etwa Games.

## Ausbildungsstruktur

### Ausbildungsform
Die Ausbildung des Gestalters für immersive Medien erfolgt innerhalb des Dualen Ausbildungssystems. Der Ausbildungsberuf ist ein sogenannter Monoberuf, d. h. er verfügt über keine Spezialisierungen wie Fachrichtungen oder Schwerpunkte.

### Ausbildungsdauer
Die Ausbildungsdauer beträgt 36 Monate. Die Ausbildung kann entsprechend den Vorgaben des Berufsbildungsgesetzes verkürzt oder verlängert werden.

## Ausbildungsverlauf

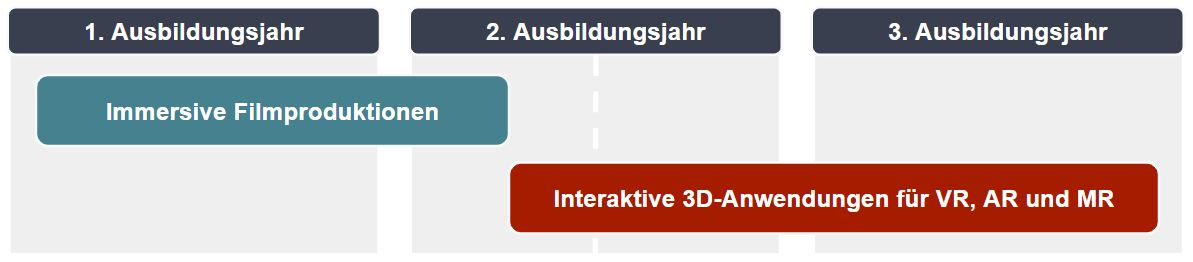
Ausbildungsverlauf

Die Ausbildung des Gestalters für immersive Medien gliedert sich nach dem Rahmenlehrplan der KMK abstrahiert wie folgt:
- Im 1. Ausbildungsjahr werden hauptsächlich Kompetenzen aus dem Themenbereich Immersiver Filmproduktion vermittelt.
- Im 2. und 3. Ausbildungsjahr werden hingegen Kompetenzen aus dem Themenbereich Interaktiver 3D-Anwendungen für VR, AR und MR vermittelt.

## Ausbildungsinhalte

### Konzeption und Kundenberatung

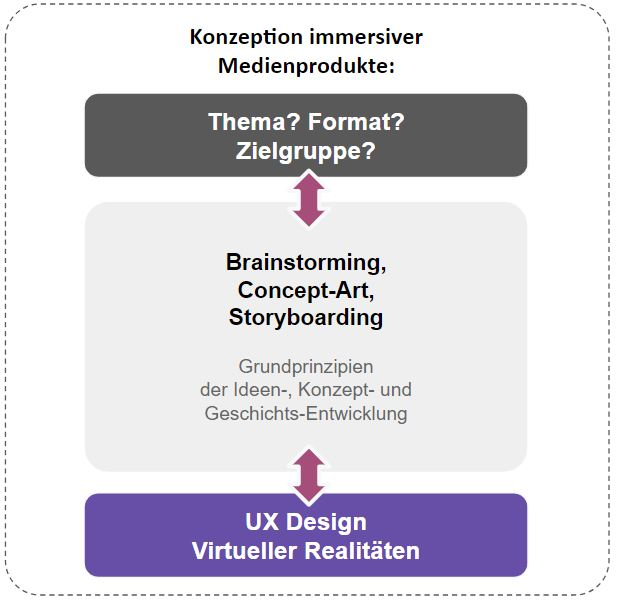
Konzeption immersiver Medienprodukte

Zur Konzeption immersiver Medienprodukte und der Kundenberatung greifen die Auszubildenden je nach Format des Produkts (Immersive Filmproduktion oder interaktive 3D-Anwendung) auf entsprechende Prinzipien der Ideen-, Konzept- und Geschichts-Entwicklung (z. B. Zielgruppenanalyse, Brainstorming, Storyboards, Präsentationen, Animationen, Konzeptfilme und Prototypen) zurück. Dabei berücksichtigen sie die Prinzipien zur Optimierung der User Experience in virtuellen Realitäten (z. B. Storyliving, User-Centered, User-Comfort).

### Gestaltung immersiver Medienprodukte

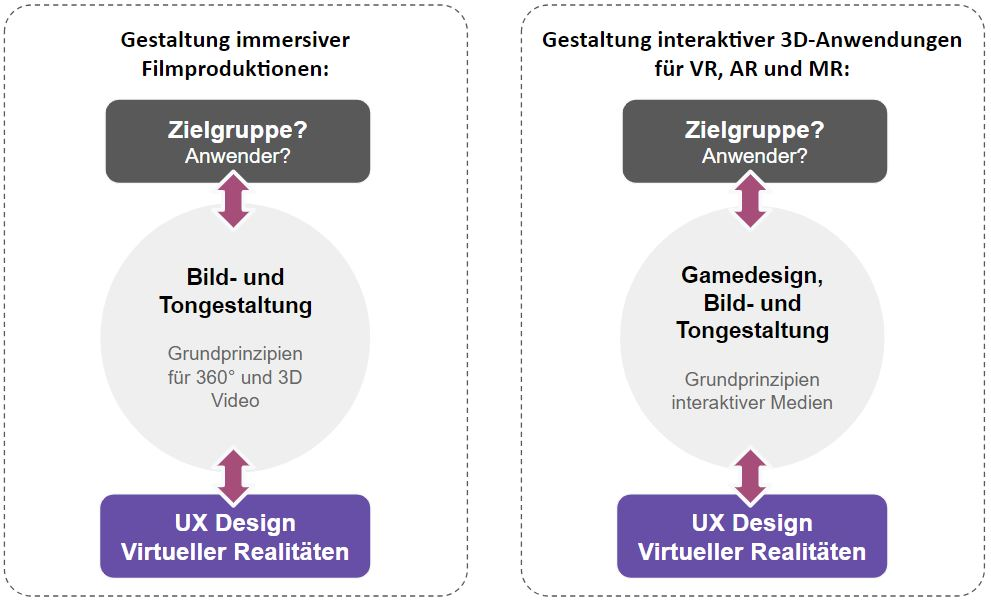
Gestaltung immersiver Medienprodukte

Zur zielgruppenorientierten Gestaltung immersiver Medienprodukte greifen die Auszubildenden je nach Format des Produkts (Immersive Filmproduktion oder interaktive 3D-Anwendung) auf entsprechende Prinzipien der Bildgestaltung (z. B. Farbe, Licht, Kamera, Dramaturgie), der Tongestaltung (z. B. 3D-Audio, Soundeffekte, Musik, Dialog) und des Game-Designs (z. B. Spielmechanik, Interaktion, Szenenaufbau, Art-Style) zurück. Dabei beachten sie die Gestaltungsprinzipien zur Optimierung der User Experience in virtuellen Realitäten.

### Erstellung immersiver Filmproduktionen

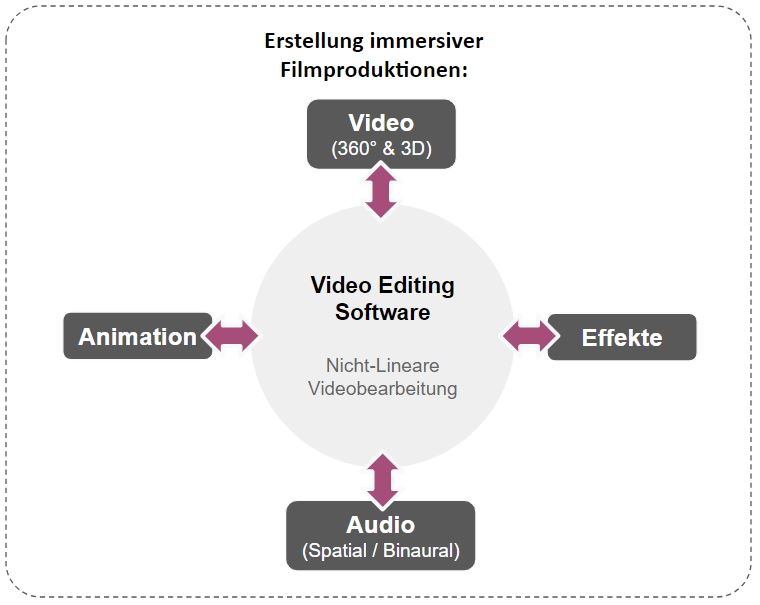
Erstellung immersiver Filmproduktionen

Zur Erstellung immersiver Filmproduktionen in 360° und 3D/VR180 erlernen die Auszubildenden unter anderem das Anfertigen, Bearbeiten und Finalisieren von entsprechenden Bild- und Tonaufnahmen. Dazu verwenden sie Spezialkameras, binaurale Tonaufnahmen und non-lineare Schnittprogramme. Über Effekt- und Animationssoftware gestalten sie visuelle Effekte und integrieren diese in die immersive Filmproduktion. Auch erlernen die Auszubildenden den Prozess der Publikation von immersiven Filmproduktionen auf AR-, VR- und MR-Geräten.

### Entwicklung interaktiver 3D-Anwendungen

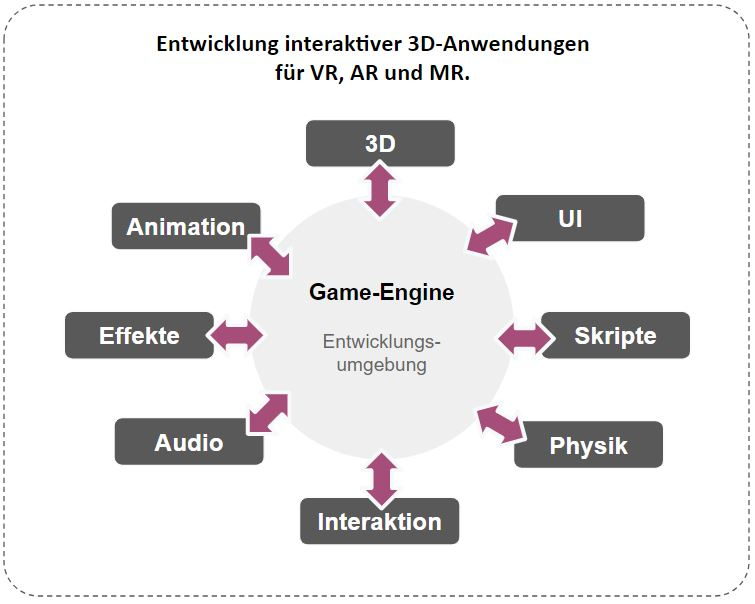
Entwicklung interaktiver 3D-Anwendungen für VR, AR und MR

Zur Entwicklung interaktiver 3D-Anwendungen und Prototypen für AR, VR und MR erlernen die Auszubildenden unter anderem 3D-Modeling, Texturing, Shading, Animation sowie 3D-Audiogestaltung. Die eigentliche Implementierung erfolgt dann in einem agilen Entwicklungsprozess innerhalb einer Game-Engine (Unity, Unreal oder Godot). Dazu definieren die Auszubildenden die benötigte Spiellogik mithilfe von Skripten (Visual Scripting, C#, C++ oder GDScript) und erlernen so auch grundlegende Programmierkenntnisse. Sie testen und publizieren ihre interaktiven 3D-Anwendungen auf entsprechenden AR-, VR- und MR-Geräten.

## Ausbildungsprüfung
Die Ausbildungsordnung sieht für diesen Ausbildungsberuf eine Zwischenprüfung (ZP) und eine Abschlussprüfung (AP) vor. Sowohl bei der ZP wie auch bei der AP werden bundesweit einheitliche, schriftliche Prüfungsaufgaben zum Einsatz kommen. Diese Prüfungsaufgaben entwickeln ehrenamtlich besetzte Ausschüsse, die vom ZFA in Kassel betreut werden.

### Zwischenprüfung
Die ZP soll im vierten Ausbildungshalbjahr stattfinden und findet in folgenden zwei Prüfungsbereichen statt.
1. „Immersive Medienprodukte in Entwicklungsumgebungen vorbereiten und erstellen“
2. „3D-Modelle und Medienprodukte erstellen“

Im ersten Prüfungsbereich soll der Auszubildende unter anderem nachweisen, dass er Produktionsmittel zur Erstellung und Bearbeitung von Bild- und Tonaufnahmen auswählen sowie deren Einrichtung und Einsatz beschreiben kann. Die Prüfung findet schriftlich statt und dauert 120 Minuten.
Im zweiten Prüfungsbereich soll der Auszubildende unter anderem nachweisen, dass er Bild- und Tonaufnahmen für reale und virtuelle Produktionen durchführen, anpassen sowie grundlegende 3D-Modellierungen von Körpern vornehmen und diese animieren kann. Die Prüfung findet als Arbeitsprobe statt und dauert 30 Minuten.

### Abschlussprüfung
Die Abschlussprüfung findet am Ende der Ausbildung statt und umfasst die folgenden vier Prüfungsbereiche:
1. „Immersive Medien produzieren“
2. „Immersive Medien konzipieren und gestalten“
3. „Produktion von immersiven Medien organisieren und umsetzen“
4. „Wirtschafts- und Sozialkunde“

Der Prüfungsbereich „Immersive Medien produzieren“ prüft, ob der Prüfling in der Lage ist, verschiedene Aufgaben in der Produktion immersiver Medien zu bewältigen. Dazu gehören die Beratung von Kunden, die Konzeption und Entwicklung von Medienprojekten, die Erstellung und Animation von 3D-Modellen und virtuellen Umgebungen sowie die Durchführung von Bild- und Tonaufnahmen. Weiterhin muss der Prüfling immersive Klangwelten umsetzen, interaktive Anwendungen gestalten und Produktionsdaten organisieren. Er muss auch Zeit- und Budgetvorgaben einhalten, Qualitätsanforderungen berücksichtigen und die Ergebnisse präsentieren. Der Prüfling muss einen betrieblichen Auftrag durchführen, dokumentieren und präsentieren. Auf Basis der Dokumentation und Präsentation wird anschließend ein Fachgespräch geführt. Vor Beginn des Auftrags muss die Aufgabenstellung vom Prüfungsausschuss genehmigt werden. Für die Durchführung des Auftrags und die Dokumentation sind insgesamt 40 Stunden vorgesehen, während die Präsentation 15 Minuten und das Fachgespräch 20 Minuten dauern dürfen.
Im Prüfungsbereich „Immersive Medien konzipieren und gestalten“ muss der Prüfling zeigen, dass er verschiedene Aufgaben im Zusammenhang mit der Planung und Gestaltung von immersiven Medien bewältigen kann. Dazu gehört das Prüfen und Bewerten von Auftragsunterlagen, das Vorbereiten und Auswerten von Kundengesprächen (auch in Englisch), die Durchführung von Produktionsplanungen sowie die Entwicklung von Evaluationskonzepten. Der Prüfling muss Gestaltungskonzepte erstellen und visualisieren, Interaktions- und Kollaborationskonzepte entwickeln, die Benutzerführung an unterschiedliche Zielgruppen anpassen und Prototypen beurteilen. Zudem muss er medienrechtliche Vorschriften einhalten, Kommunikationsregeln anwenden und Aspekte der Benutzerfreundlichkeit, Barrierefreiheit sowie ethische Grundsätze berücksichtigen. Die Aufbereitung der Medienprodukte für die Distribution muss ebenfalls beschrieben werden. Die Aufgaben sind praxisbezogen und schriftlich zu bearbeiten, mit einer Prüfungszeit von 120 Minuten.
Im Prüfungsbereich „Produktion von immersiven Medien organisieren und umsetzen“ muss der Prüfling nachweisen, dass er fähig ist, Projekte zu organisieren und Prototypen iterativ zu entwickeln. Er muss die Konzeption und Integration von Klangwelten in immersive Medien planen sowie die Bearbeitung von 2D-, 3D-, Bild- und Grafikdaten beschreiben und beurteilen können. Zudem soll der Prüfling die Erstellung und Umsetzung von Interaktionen und Animationen analysieren, Skripte integrieren, und die gesamte Produktion von immersiven Medienprodukten beschreiben und optimieren können. Auch die Nutzung von deutsch- und englischsprachigen Informationsquellen sowie die Dokumentation der Arbeitsabläufe in beiden Sprachen gehören zu den Anforderungen. Die Aufgaben sind praxisbezogen und schriftlich zu bearbeiten, mit einer Prüfungszeit von 120 Minuten.
Der Prüfungsbereich „Wirtschafts- und Sozialkunde“ enthält nicht fachbezogene, schriftlich zu beantwortende Fragestellungen zu allgemeinen wirtschaftlichen und gesellschaftlichen Zusammenhängen der Berufs- und Arbeitswelt. Hierfür stehen 60 Minuten zur Verfügung.

## Ausbildungsorte
Die Auszubildenden werden praxisnah sowohl in einem Ausbildungsbetrieb als auch in einer Berufsschule ausgebildet.

### Ausbildungsbetrieb
Ausbildungsbetriebe können aus unterschiedlichen Branchen kommen, wie beispielsweise:
- Gaming- und Unterhaltungsindustrie
- Marketing und Werbung
- Einzelhandel und E-Commerce
- Bildung und Berufstraining
- Gesundheitswesen
- Immobilien und Architektur
- Industriedesign und Fertigung

### Berufsschule
Die Beschulung erfolgt an den folgenden Standorten (Stand: Februar 2024):
- Berufliche Schule in Farmsen in Hamburg[8]
- Georg-Simon-Ohm-Berufskolleg in Köln[9]
- Gutenbergschule Leipzig[10]
- Johannes-Gutenberg-Schule in Stuttgart[11]
- Julius-Wegeler-Schule in Koblenz[12]
- Martin-Segitz-Schule in Fürth[13]
- Oberstufenzentrum für Kommunikations-, Informations- und Medientechnik in Berlin[14]
- Werner-von-Siemens-Schule in Frankfurt am Main

## Berufspraxis und Perspektive

### Berufliche Praxis

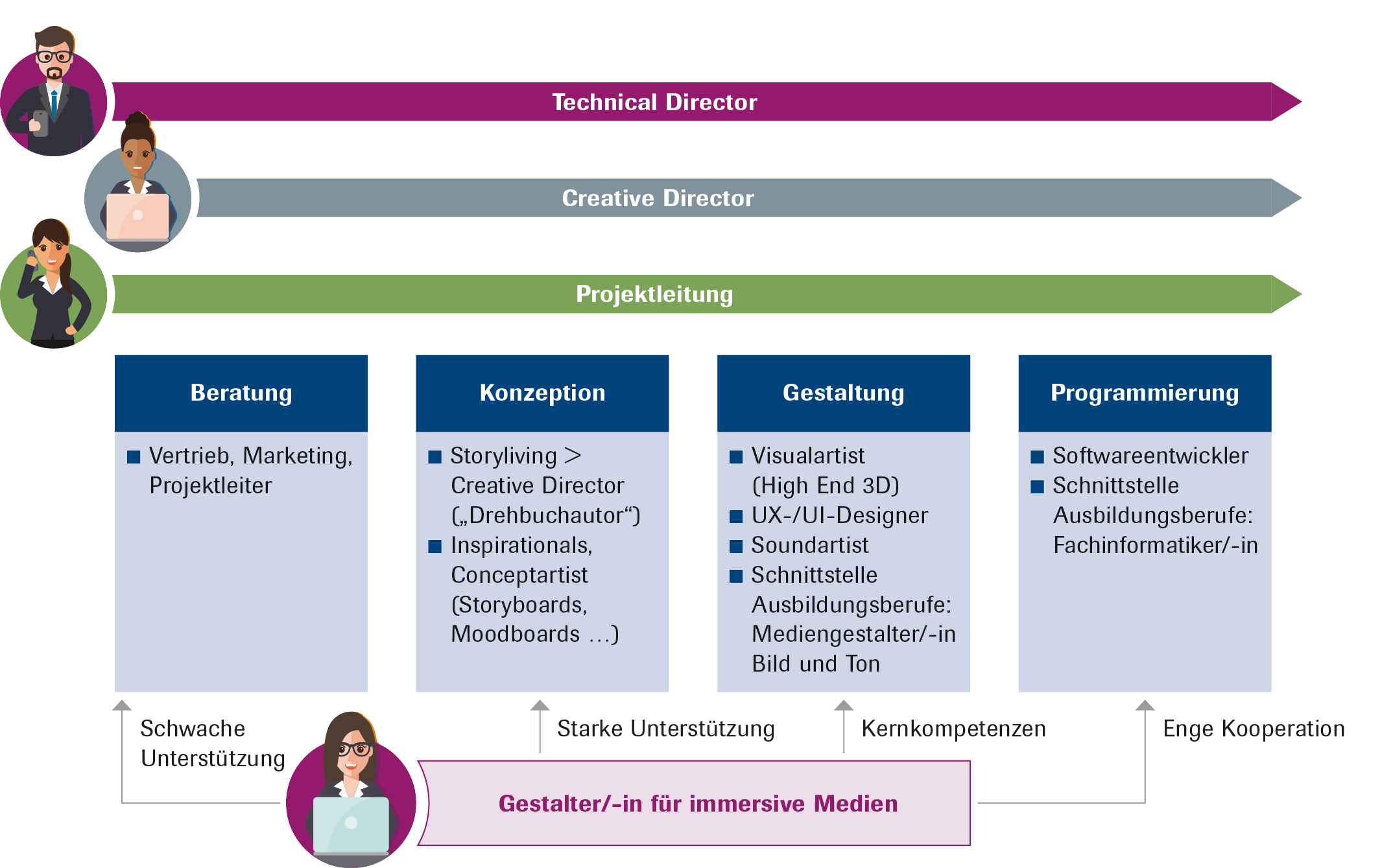
Darstellung der Aufgaben und Rollen für den Ausbildungsberuf

Ausgebildete Fachkräfte des Berufsbilds Gestalter für immersive Medien arbeiten beispielsweise in interdisziplinären Teams gemeinsam mit spezialisierten Kundenberatern, Designern, 3D-Artists und Softwareentwicklern an Anwendungen für AR, VR und MR oder im Gaming-Bereich.
Sie nehmen eine praxisorientierte Schnittstellenfunktion zwischen den Bereichen Beratung, Konzeption, Gestaltung und Programmierung ein. Dabei können sie bereichsübergreifend unterstützen, selbständig Prototypen entwickeln, oder sich nach individueller Präferenz ganz auf einen der Bereiche fokussieren und sich dementsprechend spezialisieren.

### Game-Entwicklung
Im Rahmen der Berufsausbildung zum/zur Gestalter:in für immersive Medien ergeben sich auch vielfältige Einsatzmöglichkeiten in der Computerspielindustrie. So können Absolventinnen und Absolventen der Ausbildung beispielsweise in professionellen Produktionen von Serious-Games, VR-Games und AR-Games mitarbeiten. Typische Aufgaben umfassen die Konzeption und Gestaltung interaktiver 3D-Umgebungen, Charaktergestaltung, 3D-Modellierung, Animation und Texturierung sowie Prototyping in Spiel-Engines wie Unity und Unreal Engine.
Ebenso ist eine Tätigkeit bei einem Spieleentwickler für Mobile-, PC- oder Konsolenspiele denkbar, da die Auszubildenden grundlegende Kenntnisse in 3D, Animation und im Umgang mit einer Game-Engine erwerben.

### Berufsaussichten
Der VR-Softwaremarkt wird bei dem aktuell prognostizierten Jahreswachstum von 7,71 % bis 2029 auf 5,8 Milliarden Euro anwachsen.
Kommerzieller Umsatz kann dabei beispielsweise wie folgt erzielt werden:
- App-Store Verkäufe
- Softwarelizenzen
- Spielhallenbetrieb
- Präsentationen
- Ausstellungen
- Werbung

### Weiterführendes Studium
Aufgrund der breitgefächerten Kompetenzen aus den Bereichen Gestaltung, Informatik und Kundenberatung ist eventuell auch ein weiterführendes Studium in folgenden Disziplinen sinnvoll:
- Games & Immersive Media
- Medieninformatik
- Gamedesign
- Informatik
- Marketing

### Angrenzende Berufsfelder
Eine abgeschlossene Ausbildung als Gestalter für immersive Medien eröffnet auch berufliche Perspektiven in verwandten Berufszweigen, wie etwa im Berufszweig des Mediengestalters Bild- und Ton oder des Mediengestalters Digital & Print.

## Voruntersuchung
Die Einsatzmöglichkeiten immersiver Medien haben sich seit den 2010er-Jahren erheblich erweitert. Hard- und Software wurden anwendungsfreundlicher. AR-, VR- und MR-Anwendungen halten in immer mehr Branchen Einzug. Experten gingen daher davon aus, dass der Bedarf an qualifiziertem Personal in diesem Bereich ebenfalls steigen wird. Eine nach Berufsbildungsgesetz geregelte Qualifizierung fehlte bislang jedoch. Die Erstellung und Gestaltung immersiver Medien erfolgte daher bislang vielfach durch Quereinsteiger; zum Teil haben private Bildungsdienstleister versucht, den Qualifizierungsbedarf zu decken. Beides reichte nicht aus, um den Bedarf an Fachkräften zu decken. Hinzu kommt, so Experten weiter, dass immersive Medien ihr „Nischendasein“ verlassen haben und den Sprung geschafft haben, „eine normale Technik zu werden, so wie andere digitale Medien auch“. Sie heben hervor, dass ein „eigener Wirtschaftszweig entstanden sei“, der für „viele Industriezweige neue Möglichkeiten“ schaffe.
Der DGB und das KWB haben daraufhin das BMWK gebeten, eine Voruntersuchung zu einem möglichen Qualifizierungsbedarf durchzuführen. Das BMWK beauftragte wiederum das Bundesinstitut für Berufsbildung (BIBB) mit der Durchführung der Voruntersuchung. Diese fand von Mitte 2020 bis Mitte 2021 statt. Im Ergebnis wurde festgestellt, dass in der deutschen Wirtschaft ein Bedarf an einem eigenständigen Berufsprofil für einen dreijährigen Ausbildungsberuf besteht. Auf dieser Grundlage hat das BMWK das BIBB gebeten, gemeinsam mit den Sozialpartnern den Entwurf einer Ausbildungsordnung zu erstellen. Dieser Entwurf liegt seit Ende 2022 vor.

### Videosammlung
- Gestalterinnen und Gestalter für Immersive Medien auf YouTube
- Der neue Beruf vorgestellt! auf YouTube
- Ein Einblick in die Ausbildung - Part 1 auf YouTube
- Ein Einblick in die Ausbildung - Part 2 auf YouTube
- Warum braucht es den neuen Ausbildungsberuf? auf YouTube
- Info-Veranstaltung zum Ausbildungsberuf in Hannover auf YouTube
- Einblick in den neuen Beruf - RLP auf YouTube